# Джессіка Мак-Немі
Джессіка Мак-Немі (нар. 16 червня 1986) — австралійська акторка. Вона здобула популярність в Австралії, зігравши ролі в телевізійних програмах Seven Network, зокрема «Додому і в дорогу». З 2014 по 2015 рік вона знімалася в ролі патрульного офіцера Терези Келлі в серіалі USA Network «Сирени». Серед її ролей у кіно: «Клятва» (2012), «Каліфорнійський дорожній патруль» (2017), «Битва статей» (2017), «Мег» (2018) і «Мортал Комбат» (2021).

## Кар'єра
Мак-Немі отримала роль Лізи Даффі в мильній опері Seven Network «Додому і вдорогу». Далі вона зіграла Семмі Рафтер у телесеріалі «У гості до Рафтерів». У 2009 році Мак-Немі була учасницею дев'ятого сезону австралійської версії «Танці з зірками». Її партнером був танцюрист Стефано Олів'єрі, і вони вилетіли перед фіналом.
Роль «хорошої дівчинки» Семмі у фільмі «У гості до Рафтерів» спонукало її відійти від цього образу. У перервах між виробництвом серіалу вона вирішила втілювати різні образи. Акторка з'явилася у фільмі жахів «Кохані», прем'єра якого відбулася на Міжнародному кінофестивалі в Торонто у 2009 році. У середині 2010 року вона знялася у короткометражному фільмі «50-50».
Мак-Немі отримала роль у фільмі «Клятва» 2012 року. Вона долучилася до проєкту у Торонто разом з Рейчел Мак-Адамс і Ченнінгом Татумом. Акторка описала роботу над фільмом як «сюрреалістичний досвід». У 2013 році вона повернулася в останній сезон «У гості до Рафтерів» як спеціально запрошена зірка. З 2014 по 2015 роки Мак-Немі знімалася в серіалі USA Network «Сирени». У цьому телепроєкті вона виконувала головну роль Терези Келлі, поліцейського з Чикаго. У фільмі 2017 року «Битва статей» вона втілила тенісистку Маргарет Корт.
У драмі 2018 року «Сусід» Мак-Немі зіграла головну роль Дженни поряд з Вільямом Фіхтнером. Вона зіграла Лорі, колишню дружину мисливця за мегалодонами Джонаса Тейлора (Джейсон Стейтем), у блокбастері «Мег». У 2019 році Мак-Немі з'явилася в кримінальному трилері «Сарана», зігравши роль Іззі. У серпні 2019 року Мак-Немі отримала роль Соні Блейд у фільмі «Мортал Комбат», який вийшов на екрани у квітні 2021 року.
У 2020 році Мак-Немі отримала роль у фільмі жахів «Чорна вода: Безодня». Вона також займалася озвученням серії драматичних подкастів Ріса Вейкфілда «Від зараз». У 2021 році Мак-Немі отримала роль у фільмі-трилері жахів «Відвідувач».

## Особисте життя
Мак-Немі народилася в Сіднеї. У неї є дві сестри, серед них акторка Пенні Мак-Немі, та брат. Її племінниця — акторка Тіган Крофт. Її двоюрідний брат Деніел Мак-Немі є членом гурту «Art Vs Science». У квітні 2019 року вона вийшла заміж за забудовника Патріка Карузо.
У лютому 2010 року Мак-Немі стала послом Фонду Фреда Голлоуза; фонд зосереджений на лікуванні та профілактиці сліпоти та інших проблем із зором. Мак-Немі представляє «Чудо-клуб» Фонду, заохочуючи прихильників робити щомісячні внески, які повернуть людям зір у країнах, де працює Фонд.

## Фільмографія
| Рік       |    | Українська назва                 | Оригінальна назва     | Роль                                               |
| --------- | -- | -------------------------------- | --------------------- | -------------------------------------------------- |
| 2007      | с  | Додому і в дорогу                | Home and Away         | Ліза Даффі (32 епізоди)                            |
| 2007      | тф |                                  | Hammer Bay            | Аманда Блейклі                                     |
| 2008—2013 | с  | У гості до Рафтерів              | Packed to the Rafters | Семі Рафтер (55 епізодів)                          |
| 2010      | ф  | Кохані                           | The Loved Ones        | Міа                                                |
| 2010      | кф | 50-50                            | 50-50                 | Неллі Камерон                                      |
| 2012      | ф  | Клятва                           | The Vow               | Гвен                                               |
| 2012      | тф |                                  | Scruples              | Меггі                                              |
| 2013      | с  | Білий комірець                   | White Collar          | Пенні Чейс (Епізод: "Shoot the Moon")              |
| 2014      | с  |                                  | The Time of Our Lives | Ліза Монтего (4 епізоди)                           |
| 2014—2015 | с  | Сирени                           | Sirens                | Тереза Келлі (23 епізоди)                          |
| 2017      | ф  | Каліфорнійський дорожній патруль | CHiPs                 | Ліндсі Тейлор                                      |
| 2017      | ф  | Битва статей                     | Battle of the Sexes   | Маргарет Корт                                      |
| 2017      | ф  | Сусід                            | The Neighbor          | Дженна                                             |
| 2018      | ф  | Мег                              | The Meg               | Лорі                                               |
| 2019      | с  | Назустріч пітьмі                 | Into the Dark         | Рейчел Адамс (Епізод: "I'm Just F*cking with You") |
| 2019      | ф  | Сарана                           | Locusts               | Іззі                                               |
| 2020      | ф  | Чорна вода: Безодня              | Black Water: Abyss    | Дженніфер                                          |
| 2021      | ф  | Мортал Комбат                    | Mortal Kombat         | Соня Блейд                                         |
| 2022      | с  |                                  | Upright               | Ейвері Мей (6 епізодів)                            |
| 2022      | ф  |                                  | The Visitor           | Майа Еден                                          |
| 2025      | ф  | Мортал Комбат 2                  | Mortal Kombat 2       | Соня Блейд                                         |